# Contour Crafting
Con il termine Contour Crafting si intende una tecnologia di fabbricazione additiva che utilizza materiali cementizi per realizzare edifici e strutture in campo edile e civile tramite particolari macchinari simili a gru a controllo numerico.
Le prime ricerche su questa tecnologia sono state condotte da Behrokh Khoshnevis presso la University of Southern California con l'obiettivo di costruire edifici in maniera più facile, veloce e con meno lavoro umano rispetto alle tecnologie tradizionali.
La costruzione a strati, tipica delle tecnologie additive permette di realizzare edifici dalle forme complesse, che integrano sistemi idrici, elettrici e di aerazione.
Tra le applicazioni più estreme ci sono quelle ideate dalla NASA, che a partire dal 2010 ha avviato un programma per studiare questa tecnologia per realizzare strutture extraterrestri, ad esempio sulla Luna o su Marte impiegando principalmente materiali recuperati in loco (regolite).
Nei primi mesi del 2020 a Dubai è stato costruito l'edificio più grande del mondo (640 metri quadri) realizzato con questa tecnologia dalla compagnia russa ApisCor. Gli Emirati Arabi stimano che il 25% degli edifici sarà costruito impiegando questa tecnologia entro il 2030.